# Тодор Антонов
Тодор Стоянов Антонов е български офицер, генерал-майор от кавалерията.

## Биография
Тодор Антонов е роден на 27 декември 1894 г. в Русе. През 1915 г. завършва Военното училище в София. През 1928 г. е назначен на служба в 9-и конен полк, от 1929 г. във 2-ри конен полк, от 1930 в 9-и конен полк и от 1932 г. служи в 10-и конен полк. По-късно същата година майор Антонов става домакин на 9-и конен полк, след което през 1933 е назначен на служба в 8-и конен полк. През 1938 г. е назначен за командир на Лейбгвардейския конен полк, от 1941 г. е командир на 4-та конна бригада, след което от 1944 г. е началник на граничната служба в щаба на 1-ва армия. По-късно същата година излиза в запас.

## Военни звания
- Подпоручик (25 август 1915)
- Поручик (30 май 1917)
- Капитан (1 май 1920)
- Майор (15 май 1932)
- Подполковник (26 август 1934)
- Полковник (3 октомври 1938)
- Генерал-майор